# Mina (unidade)
A mina (também grafada mĕnē, aramaico; em hebraico:  ‏מָנֶה‎; grego antigo μνᾶ, mna) é um antiga unidade de massa do Oriente Próximo, dividida em 60 xéqueis, tendo sido usada na Grécia, em Roma e na Babilônia, onde se originou. Foi adotada ainda pelo Egito, por Israel e outros países levantinos. A mina, como o xéquel, também era uma unidade monetária.

## História
A palavra mina vem da antiga raiz semítica MNU/MNY 'contar', acadiano manû, hebraico מָנָה (mana), aramaico מָנָה/מְנָא (mana/mena), siríaco ܡܢܳܐ (mena), ugarítico mn (𐎎𐎐). É mencionada na Bíblia, em que é relatado que Salomão fizera 300 escudos, cada um com 3 "minas" de ouro (hebraico מָנֶה mane), ou mais tarde após o Édito de Ciro II da Pérsia, o povo é relatado como tendo doado 5.000 minas de prata para a reconstrução do Templo em Jerusalém.
Desde os primeiros tempos dos sumérios, uma mina era uma unidade de peso. No início, talentos e xéqueis ainda não haviam sido introduzidos. Na época de Ur-Namu, a mina tinha um valor de 1/60 talentos, bem como 60 xéqueis. O peso desta mina é calculado em 570g.
Os escritos de Ugarite fornecem o valor de uma mina equivalente a cinquenta xéqueis. O profeta Ezequiel se refere a uma mina também como 60 xéqueis, no livro de Ezequiel 45:12. Jesus de Nazaré conta a "parábola das minas" em Lucas 19:11-27, também contada com a unidade de talento de peso em Mateus. No uso judaico, a maneh tem peso igual a 100 denários.
No Egito e no Levante, inicialmente equivalia a 60 siclos (685 gramas), depois reduzida para 50 siclos (571 g) em tempo incerto No decorrer do tempo o sistema sexagesimal foi substituído na Babilônia também, talvez sob influência egípcia. Em Roma, equivalia a 128 dracmas ou 436,224 gramas.
Na Grécia Antiga, originalmente era igual a 70 dracmas e mais tarde foi aumentada para 100 dracmas. A palavra grega mna (μνᾶ) foi emprestada do semítico; A mina de Egina pesava 623,7g; a mina ática pesava 436,6g.

## Poder de compra
- O preço de um escravo no Pseudolus de Plauto (191 a.C.) era de 20 minas; sendo uma mina, de acordo com o comentarista escrevendo em 1912, "cerca de US$18,05, ou £3 14s. 4d."[18] 18,05 dólares em 1912 seria equivalente a aproximadamente $470 USD em 2019.[19][20]
- No primeiro século AD, uma mina correspondia a 100 dias de serviço de um trabalhador comum, como soldados ou trabalhadores rurais.[21]

## Imagens

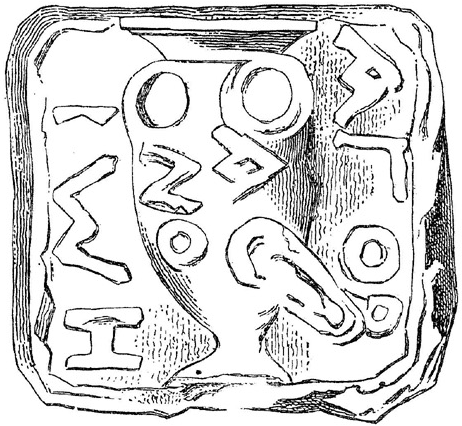
Mina de Atenas.
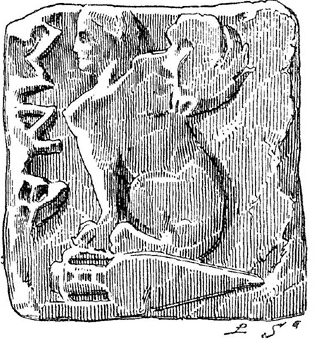
Mina de Quio.
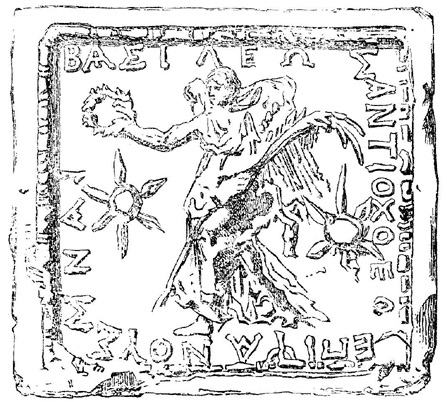
Mina de Antíoco IV Epifânio.
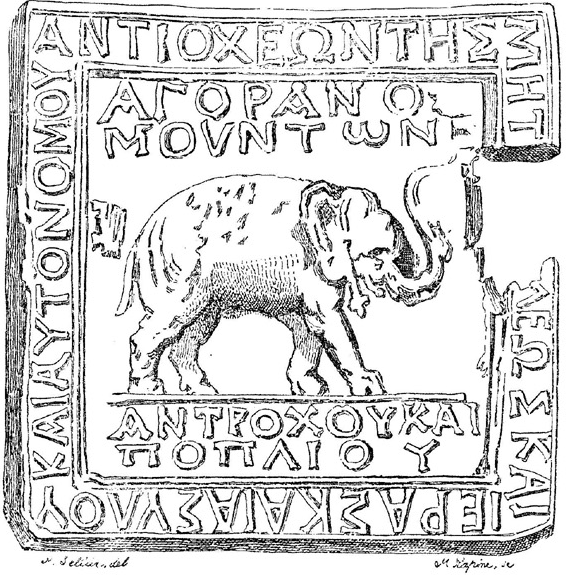
Mina de Antioquia.